# Johann Mayrhofer
Johann Baptist Mayrhofer (født 22. oktober 1787 i Steyr, død 5. februar 1836 i Wien) var en østrigsk digter. Han var en nær ven af komponisten Franz Schubert.